# Navketan Films
Navketan Films ist eine indische Filmproduktionsgesellschaft mit Sitz in Mumbai.

## Geschichte
Sie wurde 1949 durch die Brüder Chetan und Dev Anand gegründet. Der erste Film der Produktionsgesellschaft war eine gemeinschaftliche Regiearbeit der beiden – Afsar (1950), eine Adaption von Gogols Der Revisor. Danach produzierten sie Guru Dutts Debütfilm Baazi (1951). Mit dem Engagement des Komponisten Sachin Dev Burman und des Liedtexters Sahir Ludhianvi steht Navketan für den Übergang des sozialistischen Realismus der Indian People’s Theatre Association, aus deren Kreise Chetan kam, zu einem kommerziellen Hindi-Kino, das sich thematisch auf die Arbeiterklasse bezog.
1953 stieg auch der dritte Bruder Vijay Anand in das Unternehmen ein und entwickelte sich nach seinen ersten Drehbuch für Taxi Driver (1954) in den 1960er Jahren zu einem renommierten Regisseur, der insbesondere mit den Filmen Tere Ghar Ke Samne (1963), Guide (1965) und Jewel Thief (1967) das Leinwandimage von Dev Anand prägte. Zu den durch Navketan hervorgebrachten Talenten gehören neben den Regisseuren Guru Dutt und Vijay Anand auch die Schauspieler Johnny Walker, Zeenat Aman und Tina Munim sowie der Produzent Amit Khanna.
Chetan Anand zog sich 1960 auf dem Unternehmen zurück und gründete seine eigene Produktionsgesellschaft Himalaya Films. Spätestens in den 1970er Jahren übernahm Dev Anand die Unternehmensleitung allein, sie wird inzwischen von seinem Sohn Suneil Anand fortgeführt.

## Filmografie
- 1950: Afsar
- 1951: Baazi
- 1952: Aandhiyan
- 1953: Humsafar
- 1954: Taxi Driver
- 1955: House Number 44
- 1956: Funtoosh
- 1958: Kala Pani
- 1960: Kala Bazar
- 1961: Hum Dono
- 1963: Tere Ghar Ke Samne
- 1965: Guide
- 1967: Jewel Thief
- 1970: Prem Pujari
- 1971: Tere Mere Sapne
- 1971: Haré Rama Haré Krishna
- 1973: Shareef Budmaash
- 1973: Heera Panna
- 1974: Ishq Ishq Ishq
- 1976: Jaaneman
- 1978: Des Pardes
- 1980: Lootmaar
- 1982: Swami Dada
- 1984: Anand Aur Anand
- 1990: Awwal Number
- 1993: Pyaar Ka Tarana
- 1994: Gangster
- 1998: Main Solah Baras Ki
- 2001: Censor
- 2003: Love at Times Square
- 2005: Mr. Prime Minister
- 2011: Chargesheet